# Автоматическая система перестыковки (станция «Мир»)

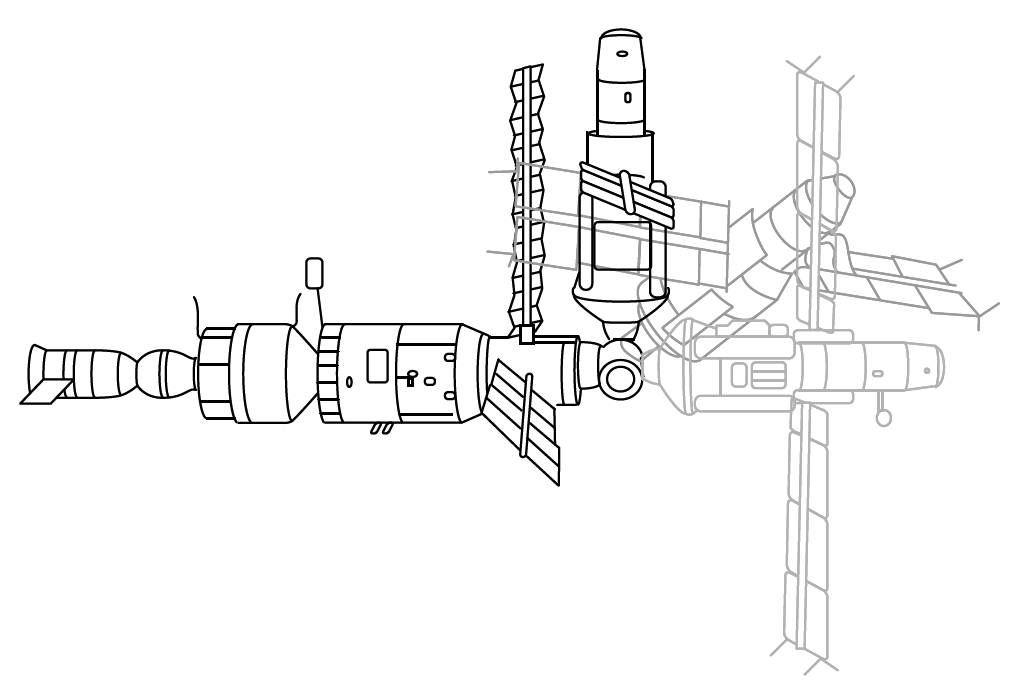
Перестыковка модуля «Квант-2» с осевого на боковой узел переходного отсека станции «Мир»

Автоматическая система перестыковки (АСПр) — система в составе орбитальной станции «Мир», предназначенная для перестыковки целевых модулей, причаливавших к центральному узлу переходного отсека базового блока, на боковые стыковочные узлы. В англоязычной литературе именуется также Lyappa или Ljappa.

## Назначение АСПр

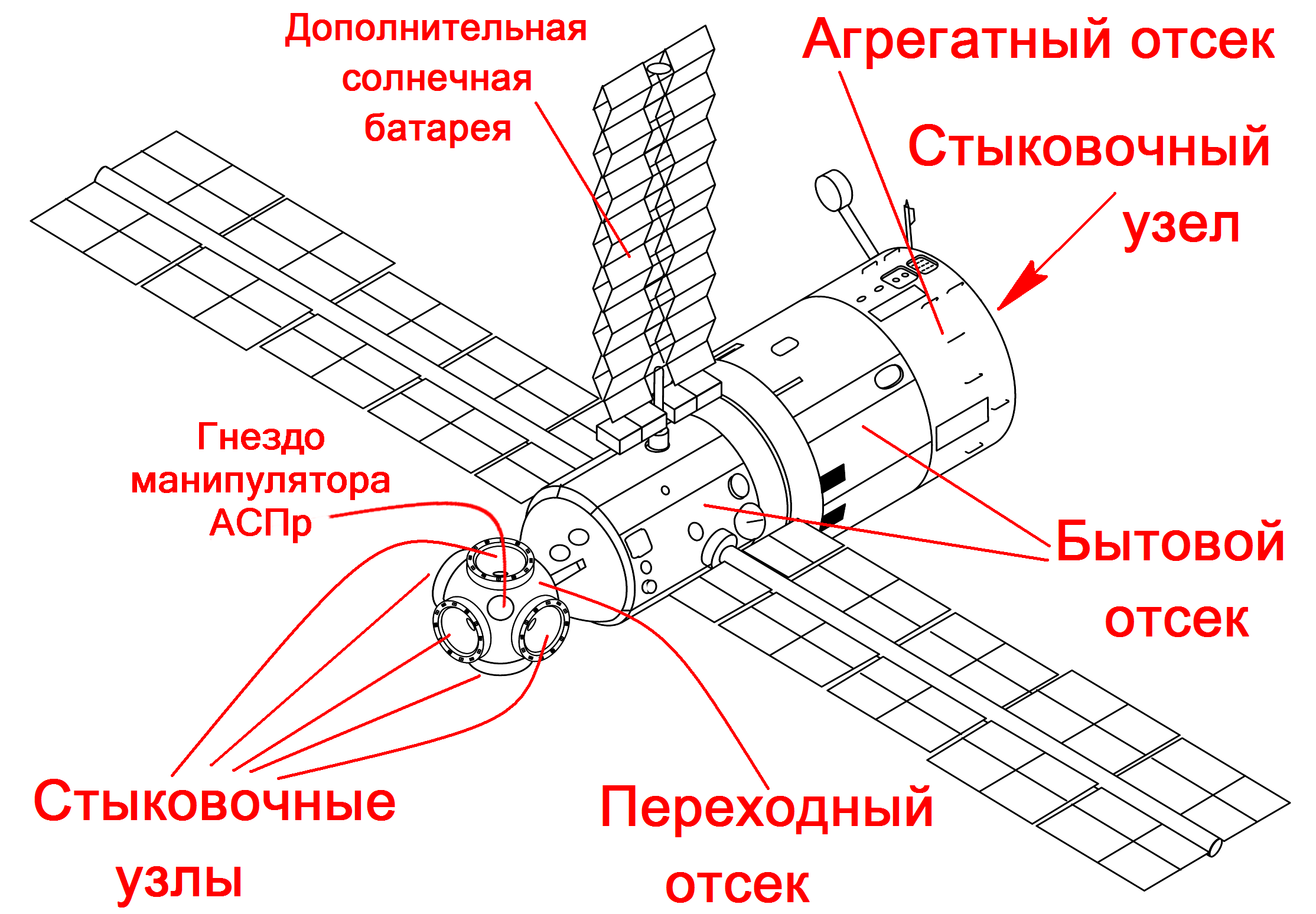
Базовый блок станции «Мир»

Базовый блок, с которого началось строительство станции «Мир», был выведен на орбиту 20 февраля 1986 года. В его состав входили: рабочий отсек, предназначенный для жизни и работы экипажа; агрегатный отсек с переходной камерой и пассивным стыковочным узлом, к которому могли причаливать как пилотируемые и грузовые корабли, так и целевые модули дооснащения, оборудованные активным стыковочным узлом; переходной отсек, оборудованный пятью стыковочными узлами (один по оси станции и четыре боковых). Переходной отсек, кроме функций стыковки, выполнял функции шлюзовой камеры при подготовке экипажа к внекорабельной деятельности.
Причаливание космического корабля или целевого модуля могло производиться только к осевым стыковочным узлам. После стыковки с переходным отсеком модуль перемещался с осевого узла на один из боковых с помощью специального манипулятора. Эта система получила название «Автоматическая система перестыковки» (АСПр). Эта же система использовалась для переноса модулей с одного бокового узла на другой, через центральный.
Принципиально новым элементом в этой операции стал манипулятор–перестыковщик. Иногда мы называли его просто «лапа», что было понятнее. Эта электромеханическая рука, короткая и мощная, действительно чем-то напоминала лапу сибирского медведя, отсюда и ее название.В.С. Сыромятников
В зарубежной литературе манипулятор автоматической системы перестыковки и саму систему именуют «Lyappa» или «Ljappa». То же название применяется и к системе перестыковки модулей китайской космической станции.

## Описание АСПр

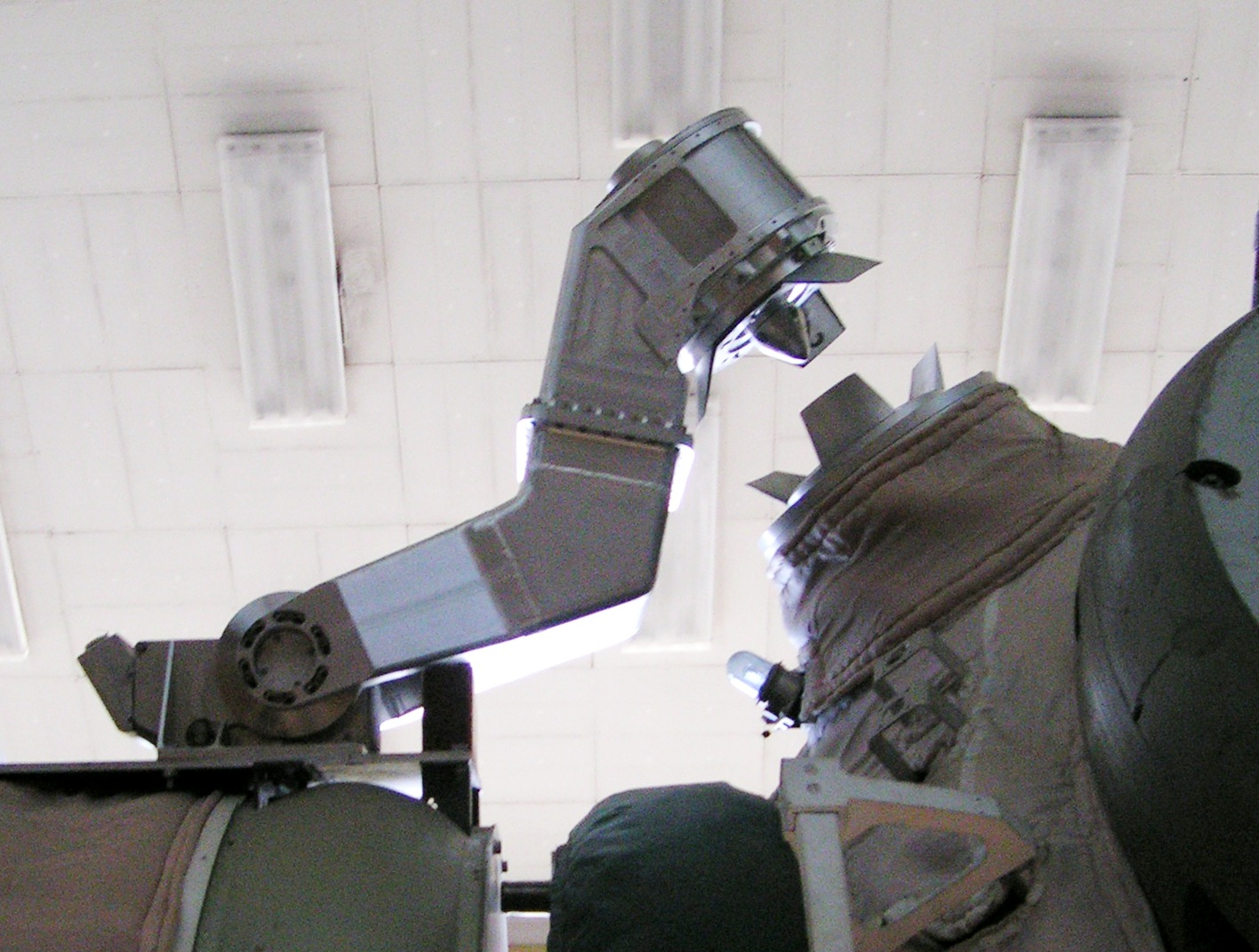
Манипулятор на целевом модуле (слева) над гнездом на переходном отсеке. Справа видна часть бокового стыковочного узла. ЦПК им. Ю. А. Гагарина

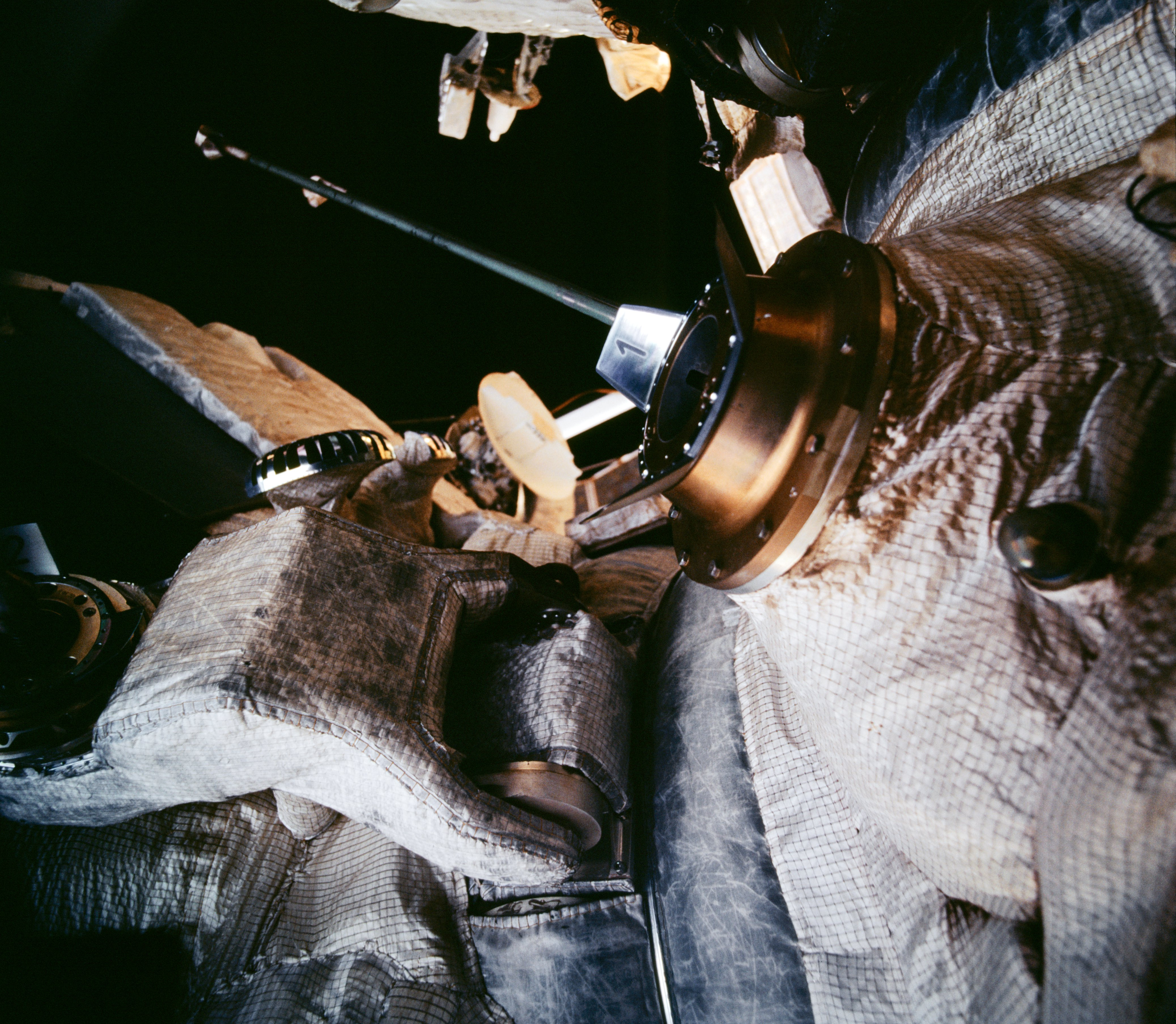
Манипулятор системы перестыковки (слева) и гнездо для него на переходном отсеке станции «Мир». Фото с челнока «Атлантис» (STS-79)

Манипулятор, который переносил целевой модуль с центрального стыковочного узла на боковой, устанавливался на самом целевом модуле. Каждый из модулей, начиная с «Квант-2», был оснащен собственным манипулятором. После стыковки модуля с осевым узлом головка на его манипуляторе входила в зацепление с одним из двух гнёзд на переходном отсеке, расположенных между боковыми стыковочными узлами. Манипулятор еще на Земле устанавливался на модуле с левой или правой стороны — в зависимости от того, на какой узел должна была производиться перестыковка. Управление перестыковкой происходило в автоматическом режиме, от систем модуля. При необходимости управление процессом перестыковки могло осуществляться и из ЦУПа. Переходной отсек станции при перестыковке, как и при стыковке, был пассивной частью системы. Манипулятор имел два шарнира, поворачивающихся в разных плоскостях. Один шарнир отводил модуль от осевого узла и подводил к боковому, а второй — поворачивал к нужному боковому узлу.
Основной сложностью при создании системы была необходимость перемещать с её помощью двадцатитонный модуль относительно имеющего приблизительно такую же массу базового блока. Скорости перемещения были выбраны небольшими и приняты меры для демпфирования и гашения возникающих инерционных сил и колебаний. Процесс перестыковки занимал около 60 минут и осуществлялся полностью автоматически. В конструкцию манипулятора были заложены значительные резервы по прочности и амортизирующим возможностям, которые оказались востребованы при стыковке с «Миром» целевых модулей «Квант-2» и последующих, имевших бо́льшие размеры и массу, чем модуль «Квант», первым пристыкованный к станции со стороны агрегатного отсека. Ресурс манипуляторов на каждом модуле составлял 7 перестыковок.
Еще одной особенностью процесса перестыковки было то, что стыковочными конусами, в которые должен входить штырь активного узла, были оборудованы только осевой и один из боковых узлов переходного отсека, остальные три боковых узла были закрыты плоскими крышками. Такое решение было принято с целью увеличить внутренний объем переходного отсека, который одновременно служил шлюзовой камерой при выходе космонавтов в открытый космос, единственной в составе станции до установки модуля «Квант-2». Кроме того, это позволило несколько облегчить базовый блок, при испытаниях которого обнаружилось значительное превышение допустимой массы. В результате перед каждой перестыковкой космонавты должны были переустанавливать стыковочный конус на нужный узел, снимая с него крышку и разгерметизируя переходной отсек. Эта операция являлась, в сущности, внекорабельной деятельностью, хотя пределов станции космонавты и не покидали.

## Применение АСПр
Первый раз система перестыковки использовалась при установке на станцию «Мир» модуля дооснащения «Квант-2». «Квант-2» причалил к осевому узлу переходного модуля 6 декабря 1989 года и 8 декабря 1989 года был перестыкован на верхний узел («+Y»). В июне 1990 года к станции причалил и был перестыкован на нижний узел («-Y») стыковочно-технологический модуль «Кристалл». В таком состоянии, с двумя пристыкованными с противоположных сторон переходного отсека модулями, станция продолжала полёт до мая 1995 года. В мае 1995 года модуль «Кристалл» через центральный узел был перестыкован на правый («-Z»), чтобы освободить нижний узел для модуля «Спектр». Во время этой процедуры манипулятор модуля совершил 2 перестыковки (с нижнего узла на центральный и с центрального на правый), между которыми космонавты произвели перенос бокового стыковочного конуса. 1 июня 1995 года к станции причалил модуль «Спектр», который 2 июня был перестыкован на нижний узел. 
Манипулятор «Спектра» был существенно доработан по сравнению с предыдущими модулями, чтобы обеспечить движение по сложной траектории, исключающей при перестыковке касание «Кристалла» панелями солнечных батарей «Спектра». Конструкция манипулятора и логика управления им были изменены так, чтобы обеспечить повороты шарниров в двух плоскостях одновременно. 10 июня 1995 года модуль «Кристалл», на котором был установлен стыковочный узел АПАС, снова был перестыкован на центральный узел, чтобы обеспечить безопасное причаливание «шаттла» «Атлантис» (миссия STS-71). Произвести причаливание «Атлантиса» к «Кристаллу» при размещение модуля на боковом узле было невозможно из-за риска повредить конструкции станции. После завершения совместного полёта с «Атлантисом» модуль «Кристалл» был возвращен на правый боковой стыковочный узел. Чтобы избежать следующих перестыковок для модуля «Кристалл» был изготовлен дополнительный стыковочный отсек, обеспечивающий безопасное причаливание «шаттлов» при нахождении на боковом стыковочном узле. Этот отсек был доставлен на станцию «Атлантисом» в миссии STS-74. 26 апреля 1996 года к станции причалил модуль «Природа» и 27 апреля был перестыкован на левый боковой узел («+Z»). В такой конфигурации станция работала до конца своего существования. Всего модулями было произведено 8 перестыковок, из них 5 — «Кристаллом» и по одной тремя остальными.

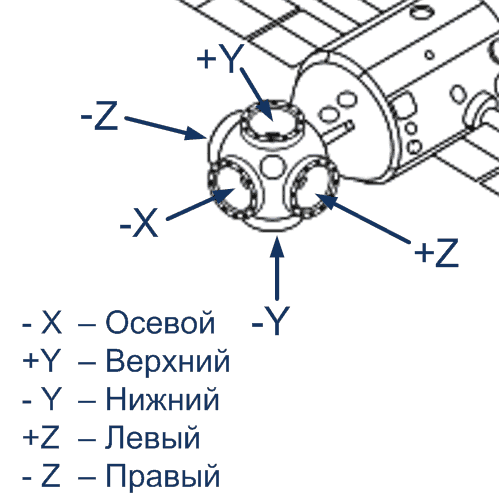
Стыковочные узлы переходного отсека станции «Мир»
Конечное состояние станции «Мир»
- Схемы перестыковок модулей станции «Мир» (англ. )

## Аналогичные системы

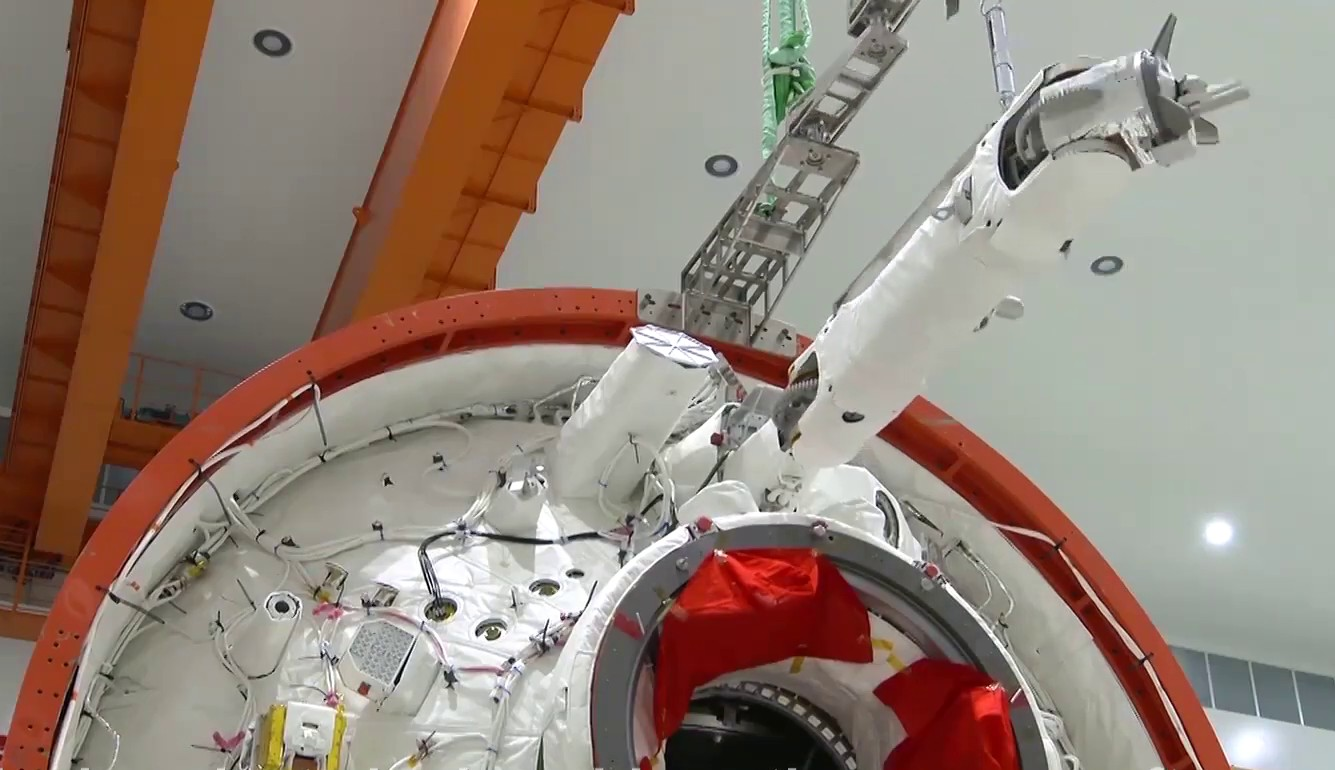
Перестыковочный манипулятор на торце модуля «Вэньтянь»

На китайской космической станции «Тяньгун» для перестыковки экспериментальных модулей «Вэньтянь» и «Мэнтянь» на боковые стыковочные узлы базового блока «Тяньхэ» используется система, аналогичная АСПр станции «Мир», с манипуляторами, установленными на торцах перестыковываемых модулей. Впервые китайская «Ляппа» была применена 30 сентября 2022 года.
При установке на МКС модулей, доставляемых космическими кораблями «Спейс шаттл», использовался манипулятор «Канадарм», установленный на борту «шаттлов». Для причаливания к американскому сегменту МКС беспилотных грузовых кораблей, использующих стыковочный узел CBM, используется манипулятор «Канадарм2», установленный на самой станции и предназначенный для различных работ по её обслуживанию. C помощью «Канадарм2» осуществлялась стыковка с МКС первой версии SpaceX «Dragon», таким же образом стыкуются корабли «Cygnus» и «HTV».
Также, аналогичная АСПр система перестыковки с осевого порта на радиальные имеется на российском модуле «Причал» Международной космической станции.

Моделирование перестыковки модуля «Вэньтянь» Ляппой